# Championnat des États-Unis de combiné nordique 2015
Le championnat des États-Unis de combiné nordique 2015 s'est déroulé le 13 octobre 2014 à Lake Placid, dans l'état de New York. La compétition a distingué Bryan Fletcher, qui remportait là son premier titre de champion des États-Unis de combiné nordique.
L'épreuve a donné lieu à un classement féminin, remportée par Tara Geraghty-Moats (110 points en saut, 32 min 0 s 1 en fond) devant Gabby Armstrong. 

## Résultats
| Position | Athlète               | Année de naissance | Club                                                             | Points du saut | rang | Retard au départ | Temps du ski de fond | rang | Écart           | Dossard numéro |
| -------- | --------------------- | ------------------ | ---------------------------------------------------------------- | -------------- | ---- | ---------------- | -------------------- | ---- | --------------- | -------------- |
| 1        | Bryan Fletcher        | 1986               | Équipe nationale américaine Steamboat Springs Winter Sports Club | 114.5          | 1    | 0 min 0 s        | 26 min 10 s 5        | 2    |                 | 26             |
| 2        | Taylor Fletcher       | 1990               | Équipe nationale américaine Steamboat Springs Winter Sports Club | 91.0           | 2    | 1 min 34 s       | 25 min 32 s 5        | 1    | + 0 min 56 s 0  | 27             |
| 3        | Adam Loomis           | 1992               | Équipe nationale américaine Eau Claire-Flying Eagles             | 90.0           | 3    | 1 min 38 s       | 26 min 31 s 4        | 5    | + 1 min 58 s 9  | 28             |
| 4        | Bill Demong           | 1980               | Équipe nationale américaine New-York Ski Educational Foundation  | 84.5           | 6    | 2 min 0 s        | 26 min 28 s 2        | 4    | + 2 min 17 s 7  | 31             |
| 5        | Brett Denney          | 1990               | Équipe nationale américaine Steamboat Springs Winter Sports Club | 80.5           | 10   | 2 min 16 s       | 26 min 12 s 6        | 3    | + 2 min 18 s 1  | 35             |
| 6        | Colin Delaney         | 1991               | New-York Ski Educational Foundation                              | 79.0           | 11   | 2 min 22 s       | 27 min 53 s 2        | 8    | + 4 min 4 s 7   | 36             |
| 7        | Michael Ward          | 1993               | Équipe nationale américaine Aspen Valley Sports Club             | 65.0           | 12   | 3 min 18 s       | 27 min 3 s 0         | 7    | + 4 min 10 s 5  | 37             |
| 8        | Jasper Good           | 1996               | Équipe nationale américaine Steamboat Springs Winter Sports Club | 87.0           | 5    | 1 min 50 s       | 28 min 50 s 3        | 9    | + 4 min 29 s 8  | 30             |
| 9        | Ben Loomis            | 1998               | Équipe nationale américaine Eau Claire-Flying Eagles             | 90.0           | 3    | 1 min 38 s       | 30 min 2 s 1         | 12   | + 5 min 29 s 6  | 29             |
| 10       | Nicholas Madden       | 1996               | Équipe nationale américaine Steamboat Springs Winter Sports Club | 84.5           | 6    | 2 min 0 s        | 29 min 57 s 7        | 11   | + 5 min 47 s 2  | 32             |
| 11       | Spencer Knickerbocker | 1992               | Est                                                              | 29.5           | 18   | 5 min 40 s       | 26 min 45 s 8        | 6    | + 6 min 15 s 3  | 44             |
| 12       | Stephen Schumann      |                    | IMD, Park City Nordic Ski Club                                   | 81.5           | 8    | 2 min 12 s       | 30 min 51 s 0        | 15   | + 6 min 52 s 5  | 34             |
| 13       | Somer Schrock         | 1996               | CEN, Itasca Ski Club                                             | 51.0           | 14   | 4 min 14 s       | 30 min 19 s 5        | 13   | + 8 min 23 s 0  | 39             |
| 14       | Grant Andrews         | 1997               | RMD, Steamboat Springs Winter Sports Club                        | 48.5           | 15   | 4 min 24 s       | 30 min 19 s 8        | 14   | + 8 min 33 s 3  | 40             |
| 15       | Karl Schulz           | 1998               | New-York Ski Educational Foundation                              | 29.5           | 18   | 5 min 40 s       | 29 min 8 s 6         | 10   | + 8 min 38 s 1  | 43             |
| 16       | Koby Vargas           |                    | RMD, Steamboat Springs Winter Sports Club                        | 56.0           | 13   | 3 min 54 s       | 31 min 34 s 2        | 17   | + 9 min 17 s 7  | 38             |
| 17       | Jared Shumate         |                    | IMD, Park City Nordic Ski Club                                   | 47.5           | 16   | 4 min 28 s       | 31 min 4 s 4         | 16   | + 9 min 21 s 9  | 41             |
| 18       | Tucker Hoefler        |                    | IMD, Park City Nordic Ski Club                                   | 81.5           | 8    | 2 min 12 s       | 34 min 17 s 2        | 18   | + 10 min 18 s 7 | 33             |
| 19       | Robert Lock           |                    | IMD, Park City Nordic Ski Club                                   | 37.5           | 17   | 5 min 8 s        | 37 min 52 s 8        | 19   | + 16 min 50 s 3 | 42             |